# Living on My Own
Living on My Own (с. англ. «Жить самостоятельно») — песня, написанная Фредди Меркьюри, изначально вошедшая в его первый сольный альбом Mr. Bad Guy. Она была выпущена в качестве сингла (вместе с «My Love Is Dangerous») в сентябре 1985 года в Великобритании, где она достигла 50-й позиции. В июле 1985 года она вышла в США с «She Blows Hot & Cold» в качестве би-сайда.
В 1993 году, через два года после смерти Меркьюри, вышел микс No More Brothers, который достиг первой позиции в Великобритании и Франции, став первой сольной композицией Меркьюри, которая заняла первую позицию; в остальных частях света, включая Европу, Азию и Латинскую Америку эта версия тоже достигла вершины чарта, а в США и Канаде эта версия не была официально выпущена. Она оставалась на вершине британского хит-парада в течение двух недель.

## В записи участвовали
- Фредди Меркьюри — вокал, бэк-вокал
- Колин Питер — ремикс
- Карл Уорд — ремикс
- Серж Рамаекерс — ремикс

## Чарты
Оригинал (1985):
- № 50 (Великобритания)

No More Brothers Mix (ремикс 1993):
- № 1 (Великобритания, Франция, Норвегия, Италия, Швеция, Ирландия)
- № 2 (Австрия; Германия; Нидерланды; Швейцария)

## Список композиций

### Издание 1985 года
7"
- A. Living on My Own (single version)
- B. My Love Is Dangerous (album version)

12"
- A. Living on My Own (extended version)
- B. My Love Is Dangerous (extended version)

### Издание 1993 г.
7"/кассета
- A. Living on My Own (Radio mix)
- B. Living on My Own (1992 album remix)

CD сингл
1. Living on My Own (Radio mix)
2. Living on My Own (Extended mix)
3. Living on My Own (Club mix)
4. Living on My Own (1992 album remix)

12"
- A1. Living on My Own (Extended mix)
- A2. Living on My Own (Club mix)
- B1. Living on My Own (Dub mix)
- B2. Living on My Own (LA mix)

## Музыкальное видео
Клип обеих версий включает в себя запись празднования 39-го дня рождения Меркьюри в Мюнхене.